# Familie Bouvier

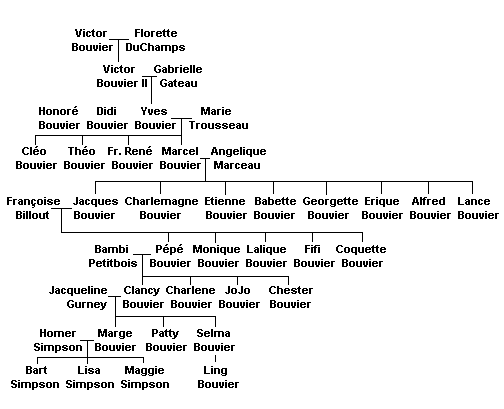
Stamboom van de familie Bouvier

De Familie Bouvier is een fictieve familie uit de Amerikaanse animatieserie The Simpsons, bedacht door Matt Groening. De Bouviers zijn Marge Simpsons bloedverwanten, en Homer Simpsons schoonfamilie.

## Belangrijke familieleden
- Clancy Bouvier (vader)
- Jacqueline Bouvier (Moeder)
- Patty Bouvier
- Selma Bouvier Terwilliger Hutz McClure Stu Simpson
- Marjorie "Marge" Bouvier Simpson (zie ook familie Simpson)
- Bart, Lisa en Maggie Simpson
- Ling Bouvier (Selma’s geadopteerde dochter)

### Jacqueline Bouvier
Jacqueline Ingrid Bouvier is de moeder van Marge Simpson, Patty Bouvier, en Selma Bouvier, en de vrouw van de overleden Clancy Bouvier.

### Clancy Bouvier
Clancy Bouvier is de overleden vader van Marge, Patty en Selma, en was voor zijn dood de man van Jacqueline Bouvier.
Clancy was voor het eerst te zien in de aflevering "The Way We Was". Hij verscheen daarna pas weer in "Fear of Flying" waarin werd onthuld dat hij een van de eerste mannelijke stewards was.
Clancy is gestorven wanneer Marge en Homer net getrouwd waren.

### Patty en Selma
Marge’s zussen. Patty en Selma zijn een tweeling die eigenlijk niets hebben bereikt in het leven. Ze zijn ongetrouwd, kettingrokers, en komen altijd nors over.

### Oom Arthur
Mage vertelde Bart een verhaal over een Oom Arthur' in de aflevering "The Boy Who Knew Too Much". Arthur is vermoedelijk Marge’ broer aangezien Homer enig kind was. Dit is echter in tegenspraak met de vele flashbacks over Marge’ jeugd, waarin nooit een broer te zien was. Het kan dus ook zijn dat hij een oom van Marge was, en dus oudoom van Bart.
Wat de familieband ook is, Marge schaamt zich blijkbaar enorm voor Arthur. Deze aflevering is dan ook de enige waarin ze het over hem heeft.

### Tante Gladys
Gladys was de tante van Marge, Patty en Selma, en de zus van Jacqueline Bouvier. Haar achternaam is onbekend. Patty en Selma zien haar als een rolmodel.
In de serie is Gladys inmiddels overleden. Haar dood werd bekendgemaakt in de aflevering "Selma's Choice". Haar begrafenis werd bijgewoond door de Simpsons en enkele andere mensen.
Haar testament was opgenomen op een videocassette, en werd door haar advocaat afgespeeld. Ze liet Marge haar verzameling van aardappelchips in de vorm van beroemdheden na. Deze werden al snel opgegeten door Homer Simpson. Jaqueline kreeg haar huisdier, een leguaan genaamd Jub-Jub. Patty en Selma kregen een oude klok.

### Ling Bouvier
Ling Bouvier is de geadopteerde dochter van Selma Bouvier. Selma adopteerde Ling uit China toen ze ontdekte dat haar menopauze was ingegaan. Ze liet Homer optreden als haar man om de Chinese autoriteiten ervan te overtuigen dat Ling in een normaal gezin zou belanden in plaats van te worden opgevoed door een alleenstaande moeder.
Homer Simpson · Marge Simpson · Bart Simpson · Lisa Simpson · Maggie Simpson · Abraham Simpson · Patty en Selma Bouvier · Jacqueline Bouvier · Mona Simpson · Santa's Little Helper · Snowball II · Familie Bouvier
Jasper Beardley · Comic Book Guy · Eddie en Lou · Maude Flanders · Ned Flanders · Professor Frink · Barney Gumble · Julius Hibbert · Lionel Hutz · Eerwaarde Lovejoy · Kapitein Horatio McCallister · Hans Moleman · Bleeding Gums Murphy · Apu Nahasapeemapetilon · Mayor Joe Quimby · Dr. Nick Riviera · Agnes Skinner · Cletus Spuckler · Squeaky Voiced Teen · Disco Stu · Moe Szyslak · Kirk Van Houten · Luann Van Houten · Chief Clancy Wiggum
Gary Chalmers · Rod en Todd Flanders · Jimbo Jones · Kearney · Edna Krabappel · Otto Mann · Nelson Muntz · Martin Prince · Seymour Skinner · Milhouse Van Houten · Ralph Wiggum · Groundskeeper Willie · andere studenten
Montgomery Burns · Carl Carlson · Lenny Leonard · Waylon Smithers
Itchy en Scratchy · Kent Brockman · Krusty de Clown · Troy McClure · Rainier Wolfcastle · Radioactive Man
Snake · Kang & Kodos · Sideshow Bob · Fat Tony
Treehouse of Horror
Bart vs. the World · Bart Simpson's Escape from Camp Deadly · The Simpsons Arcadespel · Bart vs. the Space Mutants · Bart's House of Weirdness ·Bart vs. The Juggernauts · Krusty's Fun House · Bartman Meets Radioactive Man · Bart's Nightmare · The Itchy and Scratchy Game · Virtual Bart · Bart and the Beanstalk · Itchy & Scratchy in Miniature Golf Madness · Cartoon Studio · Virtual Springfield · Night of the Living Treehouse of Horror · Bowling · Wrestling · Road Rage · Skateboarding · Hit & Run · The Simpsons Game · The Simpsons: Tapped Out
The Simpsons · The Simpsons Pinball Party
Strips: Simpsons Comics · Bart Simpson serie · Itchy & Scratchy Comics · Bart Simpson's Treehouse of Horror · Futurama/Simpsons Infinitely Secret Crossover Crisis
Tijdschrift: Simpsons Illustrated
Boeken: Bart Simpson's Guide to Life · Family Album · Library of Wisdom · Complete Guides · Planet Simpson · The Simpsons and Philosophy
Actiefiguurtjes: World of Springfield
The Simpsons Movie
Bankgrap ·
Canyonero · 
D'oh! · 
Duff Beer · 
Schoolbordgrap · 